# Ljudmil Hauptmann
Ljudmil Hauptmann, slovenski zgodovinar, predavatelj in akademik, * 5. februar 1884, Gradec, † 19. april 1968, Zagreb.
V Gradcu je leta 1902 maturiral in nato na tamkajšnji univerzi študiral zgodovino in geografijo. Študij je s profesorskim izpitom končal 1908. Že od leta 1906 je bil gimnazijski profesor v Gradcu, od 1911 v Fürstenfeldu in od 1913 na Dunaju. Po razpadu dvojne monarhije je prišel v Ljubljano, kjer je bil profesor na realni gimnaziji. Leta 1920 bil imenovan za izrednega, leta 1921 pa za rednega profesorja zgodovine srednjega veka in starejše slovenske zgodovine na ljubljanski Filozofski fakulteti. V letih 1924-25 je bil dekan fakultete. Od leta 1926 je bil profesor obče zgodovine srednjega veka na zagrebški filozofski fakulteti.
Od leta 1927 je bil dopisni član zagrebške Jugoslovanske akademije znanosti in umetnosti in od maja 1940 tudi dopisni član Slovenske akademije znanosti in umetnosti. V obdobju NDH (1941-45) je bil redni član takratne HAZU.
Nova izdaja dela Postanek in razvoj Kranjske iz leta 1929 je pod naslovom Nastanek in razvoj Kranjske izšel pri Slovenski matici (Ljubljana 1999).